# 菊名
菊名（きくな）は、神奈川県横浜市港北区の町名である。港北区の南東部に位置する。現行行政地名は菊名一丁目から菊名七丁目。住居表示実施済み区域。
妙蓮寺駅周辺も菊名に含まれる。

## 地理
かつては「葛名」という名前であったが、菊が咲く地であったことから、名菊と改名した。しかし「嘆く」に語感が似ているため、菊名となった。
櫻井澄夫は、キクナは、ククナであり、谷戸の形状を表す（「ナ」は地名語尾にみられる「場所」を表す語）としている（『横浜の町名』初版）。

### 面積
面積は以下の通りである。
| 丁目       | 面積（km²） |
| ---------- | ----------- |
| 菊名一丁目 | 0.090       |
| 菊名二丁目 | 0.174       |
| 菊名三丁目 | 0.186       |
| 菊名四丁目 | 0.136       |
| 菊名五丁目 | 0.180       |
| 菊名六丁目 | 0.140       |
| 菊名七丁目 | 0.142       |
| 計         | 1.048       |

### 地価
住宅地の地価は、2025年（令和7年）1月1日の公示地価によると、菊名2-10-9の地点で39万2000円/m²、菊名6-26-4の地点で38万7000円/m²となっている。

## 歴史

### 沿革
江戸時代までは武蔵国橘樹郡菊名村と称していた。1868年（明治元年）に神奈川府が設置されると同府の所属となり（同年に神奈川県と改称）、1871年（明治3年）の廃藩置県後も引き続き神奈川県に所属した。1873年（明治5年）5月には第3区6番組に編入され、1874年（明治6年）6月大区小区制に基づき神奈川県第3大区5小区となるが、1878年（明治10年）6月1日郡区町村編制法に基づき神奈川県橘樹郡菊名村となり、1889年（明治22年）4月1日町村制の施行（いわゆる「明治の大合併」）で神奈川県橘樹郡大綱村大字菊名となる。
1926年（大正15年）2月14日、東京横浜電鉄（現在の東急東横線）が開業し、菊名駅が設置される。同年9月1日には既に開通し村内を通過していた省線（現在のJR）横浜線も東横線との交差箇所に菊名駅を設置し、乗換駅となり以降交通の要所となる。また東横線開業に合わせ、駅周囲が東京横浜電鉄の手により開発分譲された。
1927年（昭和2年）4月1日大綱村は横浜市に編入され、大字菊名を廃して菊名町を設置。10月1日横浜市の区制施行に伴い神奈川区に編入される。1939年（昭和14年）4月1日、行政区の再編で港北区に編入される。港北区分区の際の名称の候補の1つとして菊名区があった。1942年（昭和17年）1月、港北区役所が篠原町2148番地より菊名町780番地に移転し、区の中心部となる。1944年（昭和19年）11月16日、土地区画整理により篠原町との境界を変更する。
1951年（昭和26年）、港北消防署開所。1960年（昭和35年）、港北郵便局開局。1963年（昭和38年）10月16日に一部を神奈川区松見町に編入（現在の神奈川区松見町二丁目から四丁目の各一部）、神奈川区西寺尾町字内路の一部を菊名町に編入。1970年（昭和45年）6月1日、篠原町の一部の住居表示実施に伴い、篠原町の一部を編入する。1971年（昭和46年）7月5日、篠原町の一部の住居表示実施に伴い、菊名町の一部を富士塚一丁目、富士塚二丁目、錦が丘に編入する。1974年（昭和49年）8月19日、鶴見区北寺尾町、馬場町の住所表示実施に伴い、北寺尾町と馬場町の一部を菊名町に編入する。
1978年（昭和53年）に区役所は大豆戸町に移転したため、庁舎跡を改装して1980年（昭和55年）に港北図書館を開館。
1980年（昭和55年）7月28日、住居表示実施に伴い、菊名町が廃され新たに菊名一丁目から七丁目の七町を設置し、残部を篠原東一丁目、太尾町、大豆戸町に編入。

### 町名の変遷
| 実施後     | 実施年月日                | 実施前（各町名ともその一部）                                       |
| ---------- | ------------------------- | ------------------------------------------------------------------ |
| 菊名一丁目 | 1980年（昭和55年）7月28日 | 菊名町字籠久保の東横線以西                                         |
| 菊名二丁目 | 1980年（昭和55年）7月28日 | 菊名町字籠久保の東横線以東の南部                                   |
| 菊名三丁目 | 1980年（昭和55年）7月28日 | 菊名町字籠久保の東横線以東の北部および字宮谷の横浜線以南           |
| 菊名四丁目 | 1980年（昭和55年）7月28日 | 菊名町字宮谷の横浜線以北綱島街道以南                               |
| 菊名五丁目 | 1980年（昭和55年）7月28日 | 菊名町字宮谷の綱島街道以北、大豆戸町の一部                         |
| 菊名六丁目 | 1980年（昭和55年）7月28日 | 菊名町字和田前・宮狩・屋際の東横線以東、大豆戸町の一部             |
| 菊名七丁目 | 1980年（昭和55年）7月28日 | 菊名町字和田前・宮狩・屋際の東横線以西および大豆戸町字下土腐の一部 |

## 世帯数と人口
2025年（令和7年）6月30日現在（横浜市発表）の世帯数と人口は以下の通りである。
| 丁目       | 世帯数    | 人口     |
| ---------- | --------- | -------- |
| 菊名一丁目 | 501世帯   | 798人    |
| 菊名二丁目 | 1,129世帯 | 2,255人  |
| 菊名三丁目 | 1,545世帯 | 2,958人  |
| 菊名四丁目 | 1,010世帯 | 1,740人  |
| 菊名五丁目 | 1,211世帯 | 2,244人  |
| 菊名六丁目 | 1,652世帯 | 2,675人  |
| 菊名七丁目 | 977世帯   | 1,609人  |
| 計         | 8,025世帯 | 14,279人 |

### 人口の変遷
国勢調査による人口の推移。
| 年                 | 人口   |
| ------------------ | ------ |
| 1995年（平成7年）  | 11,901 |
| 2000年（平成12年） | 12,100 |
| 2005年（平成17年） | 12,002 |
| 2010年（平成22年） | 13,091 |
| 2015年（平成27年） | 13,958 |
| 2020年（令和2年）  | 14,261 |

### 世帯数の変遷
国勢調査による世帯数の推移。
| 年                 | 世帯数 |
| ------------------ | ------ |
| 1995年（平成7年）  | 5,615  |
| 2000年（平成12年） | 5,916  |
| 2005年（平成17年） | 6,156  |
| 2010年（平成22年） | 7,002  |
| 2015年（平成27年） | 7,439  |
| 2020年（令和2年）  | 7,825  |

## 学区
市立小・中学校に通う場合、学区は以下の通りとなる（2024年11月時点）。
| 丁目       | 番地                    | 小学校               | 中学校               |
| ---------- | ----------------------- | -------------------- | -------------------- |
| 菊名一丁目 | 全域                    | 横浜市立港北小学校   | 横浜市立篠原中学校   |
| 菊名二丁目 | 18〜27番                | 横浜市立港北小学校   | 横浜市立篠原中学校   |
| 菊名二丁目 | 1〜17番                 | 横浜市立港北小学校   | 横浜市立神奈川中学校 |
| 菊名三丁目 | 1〜14番                 | 横浜市立港北小学校   | 横浜市立篠原中学校   |
| 菊名三丁目 | 15〜23番                | 横浜市立菊名小学校   | 横浜市立大綱中学校   |
| 菊名四丁目 | 全域                    | 横浜市立菊名小学校   | 横浜市立大綱中学校   |
| 菊名五丁目 | 全域                    | 横浜市立菊名小学校   | 横浜市立大綱中学校   |
| 菊名六丁目 | 全域                    | 横浜市立菊名小学校   | 横浜市立大綱中学校   |
| 菊名七丁目 | 1番〜8番9号 8番11〜35号 | 横浜市立菊名小学校   | 横浜市立大綱中学校   |
| 菊名七丁目 | 8番10-1号〜8番10-4号    | 横浜市立大豆戸小学校 | 横浜市立大綱中学校   |
| 菊名七丁目 | 9〜20番                 | 横浜市立大綱小学校   | 横浜市立大綱中学校   |

## 事業所
2021年（令和3年）現在の経済センサス調査による事業所数と従業員数は以下の通りである。
| 丁目       | 事業所数  | 従業員数 |
| ---------- | --------- | -------- |
| 菊名一丁目 | 127事業所 | 826人    |
| 菊名二丁目 | 34事業所  | 351人    |
| 菊名三丁目 | 40事業所  | 281人    |
| 菊名四丁目 | 76事業所  | 1,287人  |
| 菊名五丁目 | 28事業所  | 215人    |
| 菊名六丁目 | 153事業所 | 1,890人  |
| 菊名七丁目 | 78事業所  | 1,586人  |
| 計         | 536事業所 | 6,436人  |

### 事業者数の変遷
経済センサスによる事業所数の推移。
| 年                 | 事業者数 |
| ------------------ | -------- |
| 2016年（平成28年） | 526      |
| 2021年（令和3年）  | 536      |

### 従業員数の変遷
経済センサスによる従業員数の推移。
| 年                 | 従業員数 |
| ------------------ | -------- |
| 2016年（平成28年） | 6,811    |
| 2021年（令和3年）  | 6,436    |

## 交通

### 鉄道
- 東日本旅客鉄道（JR東日本）横浜線
  - 菊名駅
- 東急電鉄東横線
  - 菊名駅
  - 妙蓮寺駅

## 施設
- 英理女子学院高等学校（旧：高木学園女子高等学校）
- 横浜市立港北小学校
- 横浜市港北図書館
- 港北郵便局
- 神奈川菊名郵便局
- 横浜妙蓮寺郵便局
- 横浜銀行菊名支店・妙蓮寺支店
- 芝信用金庫菊名支店
- りそな銀行綱島支店妙蓮寺出張所（有人店舗）
- 菊名記念病院
- サミットストア菊名店
- オーケー妙蓮寺店
- マツモトキヨシ
- 妙蓮寺
- 菊名池公園

## その他

### 日本郵便
- 郵便番号 : 222-0011[3]（集配局：港北郵便局[25]）

### 警察
町内の警察の管轄区域は以下の通りである。
| 丁目       | 番・番地等 | 警察署     | 交番・駐在所 |
| ---------- | ---------- | ---------- | ------------ |
| 菊名一丁目 | 全域       | 港北警察署 | 菊名池交番   |
| 菊名二丁目 | 全域       | 港北警察署 | 仲手原交番   |
| 菊名三丁目 | 全域       | 港北警察署 | 菊名駅前交番 |
| 菊名四丁目 | 全域       | 港北警察署 | 菊名駅前交番 |
| 菊名五丁目 | 全域       | 港北警察署 | 菊名駅前交番 |
| 菊名六丁目 | 全域       | 港北警察署 | 菊名駅前交番 |
| 菊名七丁目 | 全域       | 港北警察署 | 菊名駅前交番 |